# Диас-Абайя, Марилу
Марилу Диас-Абайя (таг. Marilou Diaz-Abaya, 30 марта 1955, Кесон-Сити – 8 октября 2012, Тагиг) — филиппинский кинорежиссёр. Народный артист Филиппин (2022).

## Биография
Училась в частных школах. Окончила Колледж Вознесения в Макати, получив степень бакалавра искусств и магистра массмедиа в 1976. Продолжила обучение в Loyola Marymount University в Лос-Анджелесе (магистерская степень – 1978) и в Лондонской киношколе. Отстаивала социально-критическое киноискусство.  Возглавляла Национальный совет по развитию кино. Стала основателем и директором Киноинститута и Центра искусств в Антиполо, который носит теперь её имя (. Преподавала киноискусство в Ateneo de Manila University. Выступала как активный общественный деятель, в 2005 была номинирована на Нобелевскую премию мира.
Скончалась от рака.

## Награды
- Азиатская премия культуры Фукуока (2001)

## Избранная фильмография
- 1980: Цепи/ Tanikala
- 1980: Жестокость/ Brutal (премии Metro Manila Film Festival, Film Academy of the Philippines, FAMAS)
- 1982:  Мораль/ Moral  (по оценке Британского киноинститута, вошёл в число лучших фильмов  1984 года).
- 1983: Тело/  Karnal (премии Metro Manila Film Festival, FAMAS, Film Academy of the Philippines, Catholic Mass Media; Gawad Urian Pelikula ng Dekada 80)
- 1984: Baby Tsina
- 1986: Чувства/  "Sensual"
- 1992: Kung Ako'y Iiwan Mo
- 1994: Ikalabing-Isang Utos [Mahalin Mo, Asawa Mo]
- 1995: Ipaglaban Mo, The Movie
- 1997: Чудеса/ Milagros (премия Gawad Urian Pelikula ng Dekada 90)
- 1997: Sa Pusod ng Dagat (премия Network for the Promotion of Asian Cinema (NETPAC) и ФИПРЕССИ Сингапурского МКФ)
- 1998: Хосе Рисаль/ José Rizal (премии Metro Manila Film Festival,  Gawad Urian, Star Awards, FAMAS)
- 1999: Muro Ami (премии Metro Manila Film Festival, FAMAS, Star Awards)
- 2001: Новолунье/ Bagong Buwan (премия Metro Manila Film Festival)
- 2003: Прежде и теперь/  Noon at Ngayon
- 2011: Ikaw Ang Pag-ibig

## Признание
Премия Фукуока (2001). Премия МКФ Синеманила за жизненное достижение (2012).